# NGC 111

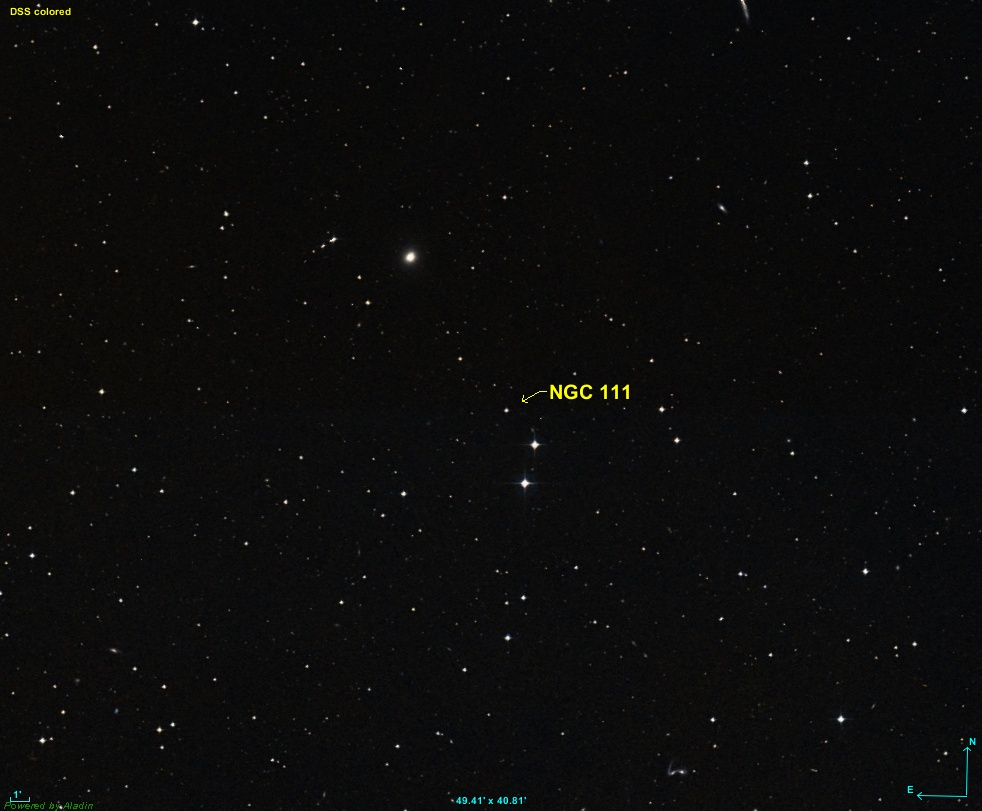
NGC 111

NGC 111是位于鲸鱼座的一个天体，它的赤经为0h 26.7m，赤纬为-2° 38′。該天體於1886年由美國天文學家法蘭斯·萊文沃思觀測後首次描述，但實際上在它的位置並無明顯天體存在。
换句话说，它还没有被确认存在。

## 外部連結
- The NGC/IC Project, Cetus
- NASA/IPAC Extragalactic Database（页面存档备份，存于）
- SIMBAD Astronomical Database（页面存档备份，存于）
- SEDS[永久]
- 维基天文